# Lasionycta hampsoni
Lasionycta hampsoni es una especie de mariposa nocturna de la familia Noctuidae.
Habita en las montañas del sur de Siberia.